# Pe urmele tale
It Follows  (română: Pe urmele tale) este un film american de genul horror psihologic supranatural lansat în anul 2014, scris și regizat de David Robert Mitchell, care îi are în rolurile principale pe Maika Monroe, Keir Gilchrist, Daniel Zovatto, Jake Weary, Olivia Luccardi, și Lili Sepe. Filmul o urmărește pe tânăra Jay, care este urmărită de o entitate supranaturală după o partidă sexuală.
Filmul a avut premiera la Festivalul Internațional de Film de la Cannes din 2014, și a fost ulterior cumpărat de RADiUS-TWC pentru distribuție. După o lansare limitată de succes ce a început pe 13 martie 2015, filmul a avut lansarea mare pe 27 martie 2015. A fost lăudat de către critici și a încasat 23,3 milioane $ internațional.

## Intriga
Studenta Jay de la Universitatea din Oakland iese la întâlnire cu noul ei prieten, Hugh. La cinematograf, Hugh arată spre o fată pe care Jay nu o vede. Speriat, îi spune că vrea să plece de acolo.
La o altă întâlnire, Hugh și Jay fac sex în mașina sa, dar după aceea, el o incapacitează cu cloroform iar ea se trezește într-un scaun cu rotile în fosta fabrică Packard, unde Hugh îi spune că ea va fi urmărită de o entitate pe care doar ei o pot vedea și că această entitate poate avea forma oricărei persoane. Dacă o prinde pe Jay, o va omorî și se va întoarce la persoana anterior urmărită: Hugh în cazul de față. După ce văd o femeie dezbrăcată venind spre ei, Hugh o conduce pe Jay acasă și fuge. A doua zi, poliția nu poate găsi nici femeia dezbrăcată, nici pe Hugh, care avea o identitate falsă.
La școală, Jay vede o bătrână într-un halat de spital, invizibilă pentru ceilalți, venind spre ea. Sora lui Jay, Kelly și prietenii săi, Paul și Yara, acceptă să o ajute și să petreacă noaptea acasă la tânără. În acea noapte, cineva sparge fereastra din bucătărie. Paul investighează dar nu vede pe nimeni. Când Jay ajunge în bucătărie, ea vede o femeie pe jumătate goală și care urinează venind spre ea. Jay urcă la prietenii ei, care nu pot vedea entitatea. Când un bărbat înalt, aparent fără ochi, intră în dormitor, Jay fuge din casă. Prietenii ei o găsesc la un loc de joacă din apropiere.
Cu ajutorul vecinului ei, Greg, grupul descoperă numele real al lui Hugh, Jeff Redmond, și îi găsesc adresa. Mama lui Jeff răspunde la ușă și Jay realizează că femeia dezbrăcată pe care a văzut-o venind la Fabrica Packard avea forma dnei Redmond. Jeff îi spune că entitatea a început să îl urmărească după ce a avut o aventură de o noapte și că Jay o poate pasa mai departe dacă va face sex cu altcineva.
Greg îi conduce pe Jay, Kelly, Yara, și Paul la casa de pe lac a familiei și o învață pe Jay cum să tragă cu revolverul. Entitatea apare sub forma Yarei și o atacă pe Jay. Prietenii fetei o lovesc cu scaune, iar Jay o împușcă în cap, dar entitatea își revine nevătămată și o atacă pe Jay din nou, luând forma unui băiat care locuiește în apropiere de Jay. Jay fuge cu mașina lui Greg, face accident într-un lan de porumb și se trezește la spital cu brațul rupt.
Greg face sex cu Jay în spital, el necrezând că entitatea există. Câteva zile mai târziu, Jay vede entitatea sub forma lui Greg mergând spre casa lui Greg. Sparge fereastra de la casă și intră. Jay încearcă să-l avertizeze pe Greg prin telefon, dar el nu răspunde. Ea fuge la casa lui și găsește entitatea sub forma mamei semi-dezbrăcate a lui Greg, care sare pe el după ce acesta îi deschide ușa. Jay vede entitatea făcându-și mendrele cu un Greg mort, după care Jay fuge cu mașina și petrece noaptea afară.
De pe o plajă, Jay vede trei tineri pe o barcă. Ea se dezbracă apoi și intră în apă. Înapoi acasă, Jay refuză oferta lui Paul de a face sex cu el.
Grupul plănuiește să omoare entitatea prin ademenirea ei într-un bazin după care să arunce electronice în apă. Jay, așteptând în apă, vede entitatea și realizează că are forma și înfățișarea tatălui ei. În loc să intre în piscină, entitatea începe să arunce cu electronicele după ea. Trăgând într-o țintă invizibilă, Paul o rănește accidental pe Yara dar reușește să nimerească entitatea în cap, iar aceasta cade în piscină. Entitatea încearcă să o tragă sub apă pe Jay, dar Paul o împușcă din nou și Jay iese din bazin. Paul o întreabă pe Jay dacă entitatea este moartă, iar Jay se apropie de piscină și vede cum aceasta se umple de sânge.
Jay și Paul fac sex. După aceea, Paul se duce la prostituate într-o parte izolată a orașului. Ulterior, Jay și Paul merg pe stradă ținându-se de mâini. În depărtare, o persoană merge în spatele lor.

## Distribuție
- Maika Monroe în rolul lui Jaimie "Jay" Height
- Keir Gilchrist în rolul lui Paul Bolduan
- Daniel Zovatto în rolul lui Greg Hannigan
- Jake Weary în rolul lui Hugh / Jeff Redmond
- Olivia Luccardi în rolul lui Yarei Davis
- Lili Sepe în rolul lui Kelly Height
- Bailey Spry în rolul lui Annie Marshall
- Debbie Williams în rolul dnei Height
- Ruby Harris în rolul dnei Redmond
- Leisa Pulido în rolul dnei Hannigan
- Ele Bardha în rolul dnului Height
- Ingrid Mortimer în rolul bătrânei în pijamale
- Alexyss Spradlin în rolul fetei din bucătărie
- Mike Lanier în rolul omului înalt
- Don Hails în rolul omului dezbrăcat
- Charles Gertner în rolul băiatului din vecini
- Erin Stone în rolul fetei din curte
- Luke Hodgson în rolul studentului de la Liceul Lawson

## Dezvoltare și producție
Scenaristul și regizorul David Robert Mitchell a conceput filmul bazându-se pe vise recurente pe care le-a avut în tinerețea sa, în care era urmărit: "Nu am folosit acele imagini pentru film, dar am folosit ideea de bază și cum m-am simțit. Din câte am înțeles, este un vis de anxietate. Indiferent prin ce am trecut atunci, părinții mei au divorțat în acea perioadă, deci mă gândesc că a avut legătură cu asta." Rolul pe care îl joacă transmiterea pe cale sexuală a apărut mai târziu, din dorința lui Mitchell de a avea ceva care să se transfere de la om la om. Mitchell a început scenariul în 2011 în timp ce lucra la un film separat care intenționa să fie al doilea film al său de lungmetraj; cu toate acestea, Mitchell a întâmpinat probleme cu acesta, iar It Follows a devenit al doilea film în schimb. Mitchell a realizat că ideea la care lucra era greu de descris și a refuzat să discute intriga atunci când era întrebat la ce lucra, spunând ulterior, "Când o spui cu voce tare, sună ca cel mai prost lucru făcut vreodată."
Filmul a fost turnat în 2013 în Detroit, Michigan. Mitchell a folosit obiective cu unghi larg pentru a reda filmului o perspectivă expansivă, și a citat filmele lui George Romero și John Carpenter ca influențe pentru compoziția și estetica imaginilor.
Monstrul din film, compoziția cadrelor și estetica per-general au fost influențate de lucrările fotografului contemporan Gregory Crewdson. Directorul de imagine Mike Gioulakis a spus: "Suntem amândoi fani ai fotografului Gregory Crewdson iar David l-a avut în vedere încă din ziua 1. Fotografiile lui Crewdson au aceeași imagistică suburbană și suprarealistă pe care o voiam la It Follows."

## Interpretări
It Follows a aprins diferite interpretări printre criticii de film în legătură cu sursa entității "it" și a simbolisticii filmului. Criticii au interpretat filmul ca pe o parabolă despre HIV/SIDA, alții ca pe o boală cu transmitere sexuală, și percepțiile sociale pe această temă; revoluția sexuală; și "anxietățile primale" despre intimitate.
Mitchell a spus: "Personal nu sunt așa de interesat de unde vine 'it'. Pentru mine, tot ceea ce conteză e că sunt un coșmar, și atunci când ești într-un coșmar, nu există scăpare. Chiar dacă încerci să scapi." Mitchell a spus că, în timp ce Jay "se deschide în fața pericolului prin sex, sexul este singura cale în care se poate elibera de acel pericol ... Cu toții suntem aici pentru o perioadă limitată de timp, și nu putem evita moartea ... dar dragostea și sexul sunt două metode prin care putem – cel puțin temporar – să amânăm moartea".

## Coloana sonoră
Coloana sonoră a fost compusă de Rich Vreeland, cunoscut sub numele de Disasterpeace. A fost lansată pe 2 februarie 2015 sub egida Editions Milan Music și cu permisiunea The Weinstein Company cu o broșură digitală. Versiunea digitală a albumului a fost pusă la vânzare începând cu 10 martie 2015.

## Lansare
It Follows a avut premiera la Festivalul Internațional de Film de la Cannes din 2014 pe 17 mai 2014. A fost lansat în cinematografele din Franța pe 4 februarie 2015 și în Regatul Unit pe 27 februarie. A fost lansat limitat în Statele Unite pe 13 martie și a avut parte de o lansare largă pe 27 martie în 1.200 de cinematografe. Filmul a avut parte de o lansare limitată în Canada pe 27 martie 2015 în Canada de Mongrel Media.

### Încasări
It Follows a încasat 163.453 $ în weekendul de deschidere de la patru cinematografe, cu o medie de 40.863 per cinematograf, devenind cea mai bună deschidere limitată pentru un film lansat în Statele Unite și Canada.
Filmul a avut debutul internațional în Regatul Unit pe 27 februarie 2015, atunci când a caștigat 573.290 $ (371.142 £) de la 190 cinematografe pentru a ajunge pe locul 8 în ierarhia de box office. În următoarea săptămână, filmul a coborât două locuri, încasând în weekendul respectiv 346.005 $ (229.927 £) de la 240 de cinematografe.
Filmul a avut pe plan domestic (SUA și Canada) încasări de 14,7 milioane $, iar pe plan internațional 8,6 milioane $ pentru un total internațional 23,3 milioane $.

### Reacția criticii
It Follows a fost primit cu laude de către critici. Pe site-ul web Rotten Tomatoes, are un rating de 96 și o notă medie de 8.1/10, bazată pe 242 de recenzii. Criticii de pe site au concluzionat: "Inteligent, original și cu adevărat terifiant, It Follows face parte din filmele horror moderne care funcționează pe mai multe nivele – și lasă o înțepătură care durează." Pe site-ul web Metacritic, filmul are un rating de 83 din 100, bazat pe 37 critici, indicând "laude universale". Conform Rotten Tomatoes, a fost al șaselea cel mai lăudat film al anului.
Peter Debruge de la revista Variety i-a acordat filmului o recenzie pozitivă, spunând: "Începând în forță dar pierzându-se pe parcurs, acest film plin de suspans și stil ar trebui să mărească semnificativ audiența lui Mitchell fără a-i dezamăgi câtuși de puțin pe cei care au fost cu el încă de la început." David Rooney de la The Hollywood Reporter a spus, "Înfiorător, plin de suspans și bazat, acest horror indie făcut cu măiestrie se joacă conștient cu caracteristicile genului și nu face niciodată cu ochiul la spectator, acordându-i o valoare proaspătă care îl face cu totul captivant." Tim Robey de la The Daily Telegraph i-a acordat filmului cinci din cinci stele și a spus, "Cu titlul său briliant sugestiv și explorarea provocatoare a sexului, acest indie înfiorător este un vis devenit realitate al fanilor horror contemporani." Ignatiy Vishnevetsky de la The A.V. Club a spus, "În ciuda nerăbdării de a vedea cât mai repede premisa lui Mitchell, aceasta este prima și cea mai bună dovadă de până acum a talentului său de stilist al perspectivei largi, care este evidentă în mișcările de pan 360 ale camerei, executate genial și pline de virtute." Mike Pereira de la Bloody Disgusting a descris filmul ca un "horror minimalist, dar înfiorător și hipnotizător" și l-a etichetat drept o "capodoperă de horror clasic". Michael Nordine de la revista Vice a numit It Follows drept "cel mai bun film horror din ultimii ani", iar criticul Mark Frauenfelder l-a numit "cel mai bun film horror din ultimul deceniu".

## Posibila continuare
După succesul filmului, co-președintele Radius-TWC, Tom Quinn, a anunțat că studioul are în vedere o posibilă continuare. Quinn și-a exprimat ideea de a se întoarce la origini pentru al doilea film, cu o Jay care cercetează lanțul sexual pentru a afla originile entității "it".